# Skýcov
Skýcov é um município da Eslováquia, situado no distrito de Zlaté Moravce, na região de Nitra. Tem 25,23 km² de área e sua população em 2018 foi estimada em 964 habitantes.

## Demografia
| Ano:        | 1994 | 2004   | 2014   | 2024   |
| ----------- | ---- | ------ | ------ | ------ |
| Broj ljudi: | 1072 | 1037   | 981    | 936    |
| Razlika:    |      | -3,26% | -5,40% | -4,58% |

| Ano:               | 2023 | 2024   |
| ------------------ | ---- | ------ |
| Número de pessoas: | 940  | 936    |
| Diferença:         |      | -0,42% |